# The Next Day
The Next Day è il ventiquattresimo album in studio del musicista inglese David Bowie, pubblicato l'8 marzo 2013 in Australia e l'11 marzo nel resto del mondo, fatta eccezione per gli Stati Uniti d'America, dove invece fu pubblicato il giorno seguente. L'album è prodotto dall'etichetta di Bowie, la Iso Records, sotto la licenza esclusiva della Columbia Records. L'album raggiunge la prima posizione in numerosi Paesi, tra cui Regno Unito e Giappone.

## Storia
L'annuncio dell'uscita dell'album è stato pubblicato il giorno del sessantaseiesimo compleanno di Bowie sul suo sito, aggiornato per l'occasione con il video del primo singolo Where Are We Now? Fu la prima uscita del musicista contenente materiale inedito dopo dieci anni. Il lavoro precedente, Reality, risale infatti al 2003.
La registrazione dell'album si è svolta al The Magic Shop e agli Human Worldwide Studios di New York City.
Bowie e il produttore Tony Visconti, assieme all'ingegnere del suono Mario J. McNulty, lavorarono all'album per due anni, in segreto.
«Durante le pause della lavorazione ascoltavo i brani dell'album in cuffia, camminando per New York», ha affermato Visconti. «Vedevo tutta questa gente con le magliette di David Bowie, sono davvero dappertutto qui, e mi dicevo: 'Amico, se solo sapessi cosa sto ascoltando in questo istante!'»
Le sessioni di registrazione erano sporadiche e Visconti stima che, effettivamente, solo tre mesi sono stati spesi per scrivere il materiale e la registrazione dell'album. Visconti ricorda che l'album è iniziato con una sessione di registrazione di una settimana:
«Sterling Campbell era alla batteria, io al basso, David alle tastiere, Gerry Leonard alla chitarra. Alla fine del quinto giorno avevamo una dozzina di canzoni. Solo strutture. Nessun testo, nessuna melodia e solo titoli di lavorazione. È così che tutto inizia con David. Poi li portò a casa e non sentimmo un'altra cosa da lui per quattro mesi.»
Bowie sarebbe scomparso con la registrazione demo «per assicurarsi di essere sulla strada giusta», per poi, una volta pronto, riunire la band e fare il passo successivo nella registrazione. Visconti ha descritto le sessioni di registrazione come «intense», ma attenendosi ad un regolare orario lavorativo. «L'ultima volta che abbiamo fatto le nottate è stato per Young Americans».
Nonostante l'affermazione che per la registrazione non sono state invitate guest star, Bowie ha scelto alcuni musicisti con cui ha lavorato in passato, fra cui Earl Slick (chitarra), che ha registrato le sue parti nel luglio 2012, Gail Ann Dorsey (basso) e Sterling Campbell (batteria), che collaborano con Bowie dagli anni novanta.
Il batterista Zachary Alford e i chitarristi Gerry Leonard e David Torn furono ingaggiati per le sessioni e Slick afferma che anche Visconti contribuì con il basso. Anche il sassofonista Steve Elson, che ha lavorato con Bowie sin dagli anni '80, suona nell'album.
Si è anche detto che Robert Fripp, che in precedenza ha lavorato con Bowie in studio, sia stato invitato a suonare nell'album, ma che non abbia potuto parteciparvi a causa di altri impegni. Ma Fripp, ha smentito dicendo che: «Non ho sentito David per un po' e non mi hanno contattato [per prendere parte all'album]», aggiungendo: «Non sono affatto arrabbiato, non sono né offeso né dispiaciuto, lo dico solo per chiarezza».
Tony Visconti ha spiegato a NME che The Next Day: «[...] è un album piuttosto rock». Il primo singolo, una ballata, «è l'unica traccia dell'album che è così intimista». Visconti ha inoltre suggerito che Bowie abbia scelto Where Are We Now? come singolo d'apertura perché "la gente doveva affrontare lo shock del suo ritorno (dopo un'assenza di 10 anni)" e che la natura introspettiva della canzone la rendeva una scelta particolarmente appropriata. Visconti ha definito i materiali dell'album «estremamente forti e belli», aggiungendo che «[...] chi cerca il classico David Bowie lo troverà in questo album; chi cerca un Bowie innovativo, nuove direzioni, troverà anche questo».
The Stars (Are Out Tonight) è stato pubblicato come secondo singolo dall'album il 26 febbraio 2013. Il giorno precedente era stato presentato in anteprima il video musicale sotto forma di un cortometraggio. In Inghilterra la canzone ha ricevuto una discreta messa in onda su BBC Radio 2 e 106.9FM WHCR, raggiungendo la posizione 102 nella UK Singles Chart.
Bowie si è preso molta cura di mantenere segrete le registrazioni dell'album, richiedendo alle persone coinvolte nella registrazione di firmare accordi di non divulgazione NDA. Bowie ha dovuto cambiare studio di registrazione a causa del fatto che qualcuno, dello studio, aveva fatto trapelare la voce che lui stava registrando lì. Si trasferì quindi nello studio The Magic Shop, che nei giorni in cui Bowie era lì, ridusse all'osso il personale. La stessa Columbia Records apprese del progetto solo pochi giorni prima che l'album venisse pubblicato.
La band canadese Metric per poco non scoprì le sessioni di registrazione segrete quando il gruppo arrivò, senza preavviso, negli studi di registrazione al The Magic Shop nel 2011. Lo stesso sassofonista di Bowie, Steve Elson ha dichiarato di essere stato tentato di rivelare tutto.
Il 5 novembre 2013 viene pubblicata un'edizione speciale dell'album intitolata The Next Day Extra, composta da tre CD. Il primo CD contiene i quattordici brani già presenti nella versione standard del disco, il secondo altre dieci canzoni con quattro inediti e due versioni remix (I'd Rather Be High (Venetian Mix) e Love Is Lost (Hello Steve Reich Mix)), il tutto completato da un DVD con i quattro video ufficiali finora prodotti per i singoli già estratti dall'album: Where Are We Now?, The Stars (Are Out Tonight), The Next Day, e Valentine's Day.
Le tracce inedite presenti sul secondo disco sono: Atomica, The Informer, Like A Rocket Man, Born In A Ufo e God Bless the Girl (uscita come bonus track solo nella versione di The Next Day per il mercato giapponese).

## Copertina
L'immagine di copertina dell'album è una versione riadattata della cover di Heroes, del 1977. Creata da Jonathan Barnbrook (graphic designer che ha firmato anche le copertine per gli album Heathen e Reality). L'oscuramento della fotografia vuole indicare una "dimenticanza o cancellazione del passato". La fotografia originale è attribuita a Masayoshi Sukita. Le parole con cui Barnbrook ha spiegato la cover sono state: "Se l'intenzione è quella di sovvertire un album di David Bowie, allora gli album fra cui scegliere sono davvero molti, ma Heroes è il più venerato. E se si trattava di sovvertire qualcosa, doveva essere un'immagine che scuotesse veramente, ed è lì che abbiamo pensato che Heroes fosse la scelta migliore sotto tutti i punti di vista".

## Concerti
Bowie ha insistito sul fatto che non ci sarebbero state performance live a supporto dell'album. Pare che Tony Visconti abbia affermato che "David è abbastanza deciso sul fatto che non si esibirà più dal vivo... A proposito della complessità degli arrangiamenti dei brani presenti sul disco, uno dei musicisti avrebbe detto: «Come faremo a fare tutto questo dal vivo?» e David avrebbe risposto: «Non lo faremo». E ha continuato a ribadire il concetto. Tuttavia, Visconti più tardi ha chiarito di non avere mai detto che Bowie non si sarebbe mai più esibito ancora dal vivo, solo che "non ha intenzione di fare un tour per quest'album". Visconti ha poi affermato in un'intervista per il Telegraph che Bowie non avesse escluso completamente la possibilità di un paio di esibizioni dal vivo, ma che avesse deciso di concentrarsi sulla realizzazione degli album. È stato poi rivelato che quattro brani esclusi da The Next Day avrebbero potuto costituire il materiale per un nuovo album.

## Tracce
Testi e musiche di David Bowie eccetto dove diversamente specificato.
1. The Next Day – 3:26
2. Dirty Boys – 2:58
3. The Stars (Are Out Tonight) – 3:56
4. Love Is Lost – 3:57
5. Where Are We Now? – 4:08
6. Valentine's Day – 3:01
7. If You Can See Me – 3:16
8. I'd Rather Be High – 3:44 (D. Bowie, G.Leonard)
9. Boss of Me – 4:09
10. Dancing Out in Space – 3:24
11. How Does the Grass Grow? – 4:33 (D. Bowie, J.Lordan)
12. (You Will) Set the World on Fire – 3:30
13. You Feel So Lonely You Could Die – 4:41
14. Heat – 4:25

Bonus tracks
1. So She - 2:31
2. Plan - 2:02
3. I'll Take You There (Bowie, Leonard) - 2:41
4. God Bless the Girl - 4:11 (presente solo nella versione Deluxe giapponese)

The Next Day Extra – CD bonus nell'edizione deluxe
1. Atomica
2. Love Is Lost (Hello Steve Reich Mix by James Murphy for The DFA)
3. Plan (bonus track della Deluxe Edition)
4. The Informer
5. Like A Rocket Man
6. Born In A UFO
7. I'd Rather Be High (Venetian Mix)
8. I'll Take You There (bonus track della Deluxe Edition)
9. God Bless the Girl (bonus track della Deluxe Edition giapponese)
10. So She (bonus track della Deluxe Edition)

## Classifiche
| Classifica (2013) | Posizione massima |
| ----------------- | ----------------- |
| Australia         | 2                 |
| Austria           | 2                 |
| Belgio (Fiandre)  | 1                 |
| Belgio (Vallonia) | 1                 |
| Canada            | 2                 |
| Danimarca         | 1                 |
| Finlandia         | 1                 |
| Francia           | 2                 |
| Germania          | 1                 |
| Giappone          | 1                 |
| Irlanda           | 1                 |
| Italia            | 2                 |
| Norvegia          | 1                 |
| Nuova Zelanda     | 1                 |
| Paesi Bassi       | 1                 |
| Regno Unito       | 1                 |
| Repubblica Ceca   | 1                 |
| Spagna            | 2                 |
| Stati Uniti       | 2                 |
| Svezia            | 1                 |
| Svizzera          | 1                 |
| Ungheria          | 6                 |